# Poecilotheria rajaei
Poecilotheria rajaei is een spinnensoort in de taxonomische indeling van de vogelspinnen (Theraphosidae). De wetenschappelijke naam van de soort is voor het eerst geldig gepubliceerd in 2012 door Nanayakkara, Kirk, Dayananda, Vishvanath, Ganehiarachchi en Kusuminda.

## Voorkomen
De spin komt voor in Sri Lanka.